# Polska Liga Siatkówki 2015-2016
La Polska Liga Siatkówki 2015-2016 si è svolta dal 30 ottobre 2015 al 26 aprile 2016: al torneo hanno partecipato quattordici squadre di club polacche e la vittoria finale è andata per la sesta volta allo ZAKSA.

## Regolamento

### Formula
Le squadre hanno disputato un girone all'italiana, con gare di andata e ritorno, per un totale di ventisei giornate; al termine della regular season:
- Le prime due classificate hanno acceduto ai play-off scudetto, strutturati in una finale, giocata al meglio di tre vittorie su cinque gare.
- La terza e la quarta classificata hanno acceduto ai play-off 3º posto, strutturati in una finale, giocata al meglio di tre vittorie su cinque gare.
- La quinta e la sesta classificata hanno acceduto ai play-off 5º posto, strutturati in una finale, giocata al meglio di due vittorie su tre gare.
- La settima e l'ottava classificata hanno acceduto ai play-off 7º posto, strutturati in una finale, giocata al meglio di due vittorie su tre gare.
- La nona e la decima classificata hanno acceduto ai play-off 9º posto, strutturati in una finale, giocata al meglio di due vittorie su tre gare.
- L'undicesima e la dodicesima classificata hanno acceduto ai play-off 11º posto, strutturati in una finale, giocata al meglio di due vittorie su tre gare.
- La tredicesima e la quattordicesima classificata hanno acceduto ai play-off 13º posto, strutturati in una finale, giocata al meglio di due vittorie su tre gare.
- Nessuna è retrocessa in I liga.

### Criteri di classifica
Se il risultato finale è stato di 3-0 o 3-1 sono stati assegnati 3 punti alla squadra vincente e 0 a quella sconfitta, se il risultato finale è stato di 3-2 sono stati assegnati 2 punti alla squadra vincente e 1 a quella sconfitta.
L'ordine del posizionamento in classifica è stato definito in base a:
- Punti;
- Numero di partite vinte;
- Ratio dei set vinti/persi;
- Ratio dei punti realizzati/subiti.

## Squadre partecipanti
Alla Polska Liga Siatkówki 2015-16 hanno partecipato quattordici squadre.
| Club                    | Città            | Palazzetto                                 | Stagione precedente                  |
| ----------------------- | ---------------- | ------------------------------------------ | ------------------------------------ |
| Będzin                  | Będzin           | Hala MOSiR Będzin                          | 11ª in Polska Liga Siatkówki 2014-15 |
| Skra Bełchatów          | Bełchatów        | Hala Energia Bełchatów                     | 3ª in Polska Liga Siatkówki 2014-15  |
| Bielsko-Bialskie        | Bielsko-Biała    | Hala Widowiskowo-Sportowa Bielsko-Biała    | 13ª in Polska Liga Siatkówki 2014-15 |
| Łuczniczka Bydgoszcz    | Bydgoszcz        | Hala Łuczniczka Bydgoszcz                  | 5ª in Polska Liga Siatkówki 2014-15  |
| AZS Częstochowa         | Częstochowa      | Hala Sportowa Częstochowa Częstochowa      | 14ª in Polska Liga Siatkówki 2014-15 |
| Trefl Gdańsk            | Danzica          | Ergo Arena Danzica                         | 2ª in Polska Liga Siatkówki 2014-15  |
| Jastrzębski Węgiel      | Jastrzębie-Zdrój | Hala Widowiskowo-Sportowa Jastrzębie-Zdrój | 4ª in Polska Liga Siatkówki 2014-15  |
| ZAKSA                   | Kędzierzyn-Koźle | Hala Azoty Kędzierzyn-Koźle                | 6ª in Polska Liga Siatkówki 2014-15  |
| Effector Kielce         | Kielce           | Hala Legionów Kielce                       | 12ª in Polska Liga Siatkówki 2014-15 |
| Cuprum Lubin            | Lubin            | Hala RCS Lubin                             | 7ª in Polska Liga Siatkówki 2014-15  |
| AZS Olsztyn             | Olsztyn          | Hala widowiskowo-sportowa Urania Olsztyn   | 10ª in Polska Liga Siatkówki 2014-15 |
| Czarni Radom            | Radom            | Hala MOSiR Radom                           | 9ª in Polska Liga Siatkówki 2014-15  |
| Asseco Resovia          | Rzeszów          | Hala Podpromie Rzeszów                     | Campione di Polonia                  |
| Politechnika Warszawska | Varsavia         | Hala Torwar Varsavia                       | 8ª in Polska Liga Siatkówki 2014-15  |

## Torneo

### Regular season

#### Risultati
| Prima giornata |                        |     |                                   |
|                |                        |     |                                   |
| 30-10          | Kielce-Bełchatów       | 1-3 | 22-25, 16-25, 25-22, 18-25        |
| 30-10          | Częstochowa-Rzeszów    | 1-3 | 27-25, 22-25, 21-25, 19-25        |
| 30-10          | Bielsko-Biała-Danzica  | 2-3 | 18-25, 25-17, 25-20, 18-25, 10-15 |
| 30-10          | Varsavia-Lubin         | 3-2 | 23-25, 21-25, 25-20, 25-17, 15-13 |
| 31-10          | Będzin-Jastrzębski     | 2-3 | 22-25, 19-25, 29-27, 25-21, 15-17 |
| 02-11          | Radom-Kędzierzyn-Koźle | 2-3 | 22-25, 25-23, 25-21, 18-25, 8-15  |
| 02-11          | Olsztyn-Bydgoszcz      | 3-1 | 25-23, 23-25, 25-17, 25-21        |

| Seconda giornata |                           |     |                                   |
|                  |                           |     |                                   |
| 06-11            | Kędzierzyn-Koźle-Varsavia | 3-0 | 25-22, 25-17, 28-26               |
| 07-11            | Bydgoszcz-Radom           | 0-3 | 17-25, 11-25, 15-25               |
| 07-11            | Bełchatów-Będzin          | 3-0 | 25-18, 25-23, 25-15               |
| 07-11            | Rzeszów-Bielsko-Biała     | 3-0 | 25-21, 25-17, 25-18               |
| 07-11            | Kielce-Danzica            | 1-3 | 11-25, 22-25, 25-23, 17-25        |
| 07-11            | Lubin-Częstochowa         | 3-2 | 22-25, 25-21, 17-25, 25-20, 15-10 |
| 07-11            | Jastrzębski-Olsztyn       | 3-2 | 19-25, 25-22, 25-21, 23-25, 16-14 |

| Terza giornata |                           |     |                                   |
|                |                           |     |                                   |
| 10-11          | Lubin-Olsztyn             | 3-0 | 25-18, 25-18, 27-25               |
| 10-11          | Varsavia-Radom            | 1-3 | 19-25, 25-19, 22-25, 15-25        |
| 11-11          | Bełchatów-Rzeszów         | 1-3 | 21-25, 25-16, 20-25, 22-25        |
| 11-11          | Kędzierzyn-Koźle-Będzin   | 3-0 | 25-10, 25-17, 25-18               |
| 11-11          | Bydgoszcz-Kielce          | 3-1 | 25-18, 22-25, 25-20, 25-23        |
| 11-11          | Częstochowa-Danzica       | 1-3 | 16-25, 25-20, 21-25, 20-25        |
| 11-11          | Jastrzębski-Bielsko-Biała | 2-3 | 22-25, 22-25, 25-17, 25-19, 13-15 |

| Quarta giornata |                         |     |                                   |
|                 |                         |     |                                   |
| 13-11           | Bielsko-Biała-Bydgoszcz | 1-3 | 19-25, 25-20, 15-25, 24-26        |
| 14-11           | Bełchatów-Danzica       | 3-0 | 25-17, 25-20, 25-19               |
| 14-11           | Kielce-Kędzierzyn-Koźle | 0-3 | 14-25, 22-25, 17-25               |
| 14-11           | Częstochowa-Radom       | 0-3 | 11-25, 27-29, 21-25               |
| 14-11           | Będzin-Lubin            | 1-3 | 26-24, 20-25, 22-25, 22-25        |
| 14-11           | Rzeszów-Jastrzębski     | 2-3 | 22-25, 25-14, 25-20, 21-25, 9-15  |
| 14-11           | Olsztyn-Varsavia        | 3-2 | 17-25, 21-25, 25-19, 27-25, 18-16 |

| Quinta giornata |                                |     |                                   |
|                 |                                |     |                                   |
| 20-11           | Lubin-Kielce                   | 3-0 | 31-29, 25-20, 25-22               |
| 20-11           | Będzin-Varsavia                | 3-0 | 26-24, 25-18, 25-22               |
| 21-11           | Radom-Olsztyn                  | 3-0 | 25-15, 25-23, 25-20               |
| 21-11           | Bełchatów-Częstochowa          | 3-0 | 25-17, 25-21, 25-11               |
| 21-11           | Kędzierzyn-Koźle-Bielsko-Biała | 3-0 | 25-11, 27-25, 25-16               |
| 21-11           | Bydgoszcz-Rzeszów              | 1-3 | 25-23, 20-25, 27-29, 23-25        |
| 22-11           | Jastrzębski-Danzica            | 2-3 | 25-20, 25-20, 18-25, 20-25, 12-15 |

| Sesta giornata |                          |     |                                  |
|                |                          |     |                                  |
| 25-11          | Bełchatów-Jastrzębski    | 3-1 | 22-25, 25-19, 25-21, 25-16       |
| 25-11          | Bielsko-Biała-Lubin      | 3-1 | 29-27, 14-25, 25-21, 25-20       |
| 25-11          | Kielce-Varsavia          | 2-3 | 22-25, 25-21, 25-21, 22-25, 8-15 |
| 25-11          | Częstochowa-Olsztyn      | 0-3 | 23-25, 18-25, 22-25              |
| 25-11          | Będzin-Radom             | 0-3 | 18-25, 17-25, 22-25              |
| 25-11          | Danzica-Bydgoszcz        | 3-0 | 25-12, 25-22, 25-14              |
| 25-11          | Rzeszów-Kędzierzyn-Koźle | 1-3 | 25-21, 20-25, 25-27, 24-26       |

| Settima giornata |                          |     |                                   |
|                  |                          |     |                                   |
| 27-11            | Bydgoszcz-Bełchatów      | 0-3 | 26-28, 21-25, 22-25               |
| 28-11            | Kędzierzyn-Koźle-Danzica | 2-3 | 19-25, 25-22, 25-16, 23-25, 10-15 |
| 28-11            | Olsztyn-Będzin           | 3-0 | 25-20, 25-14, 25-17               |
| 29-11            | Rzeszów-Lubin            | 2-3 | 25-19, 21-25, 26-24, 22-25, 10-15 |
| 30-11            | Radom-Kielce             | 3-1 | 25-17, 20-25, 25-20, 25-15        |
| 30-11            | Varsavia-Bielsko-Biała   | 3-0 | 25-22, 25-21, 25-18               |
| 02-12            | Jastrzębski-Częstochowa  | 3-0 | 25-21, 25-22, 25-23               |

| Ottava giornata |                            |     |                                   |
|                 |                            |     |                                   |
| 04-12           | Częstochowa-Będzin         | 3-1 | 25-19, 23-25, 25-20, 25-19        |
| 05-12           | Bielsko-Biała-Radom        | 2-3 | 22-25, 22-25, 25-18, 28-26, 12-15 |
| 05-12           | Kielce-Olsztyn             | 3-1 | 25-20, 25-19, 23-25, 25-22        |
| 05-12           | Rzeszów-Varsavia           | 2-3 | 24-26, 21-25, 25-22, 25-19, 14-16 |
| 05-12           | Jastrzębski-Bydgoszcz      | 3-0 | 25-23, 28-26, 25-17               |
| 05-12           | Bełchatów-Kędzierzyn-Koźle | 2-3 | 17-25, 25-21, 20-25, 25-19, 10-15 |
| 06-12           | Danzica-Lubin              | 3-2 | 22-25, 25-18, 30-28, 24-26, 18-16 |

| Nona giornata |                              |     |                                   |
|               |                              |     |                                   |
| 08-12         | Radom-Rzeszów                | 3-2 | 27-25, 21-25, 18-25, 27-25, 15-10 |
| 09-12         | Olsztyn-Bielsko-Biała        | 3-0 | 25-19, 25-17, 29-27               |
| 09-12         | Bydgoszcz-Częstochowa        | 3-0 | 27-25, 29-27, 25-13               |
| 09-12         | Lubin-Bełchatów              | 2-3 | 21-25, 25-18, 19-25, 25-15, 10-15 |
| 09-12         | Kędzierzyn-Koźle-Jastrzębski | 3-0 | 25-20, 25-20, 25-21               |
| 09-12         | Będzin-Kielce                | 1-3 | 25-17, 22-25, 20-25, 17-25        |
| 09-12         | Varsavia-Danzica             | 2-3 | 28-26, 23-25, 21-25, 25-22, 10-15 |

| Decima giornata |                            |     |                                   |
|                 |                            |     |                                   |
| 11-12           | Bielsko-Biała-Będzin       | 3-2 | 25-20, 25-23, 20-25, 24-26, 15-5  |
| 12-12           | Częstochowa-Kielce         | 3-2 | 18-25, 23-25, 25-16, 25-21, 17-15 |
| 12-12           | Bełchatów-Varsavia         | 3-0 | 27-25, 25-18, 25-23               |
| 12-12           | Rzeszów-Olsztyn            | 3-2 | 22-25, 17-25, 25-17, 25-12, 15-10 |
| 12-12           | Jastrzębski-Lubin          | 3-2 | 24-26, 27-29, 25-23, 25-15, 16-14 |
| 12-12           | Danzica-Radom              | 3-1 | 25-21, 25-17, 23-25, 25-22        |
| 13-12           | Bydgoszcz-Kędzierzyn-Koźle | 0-3 | 22-25, 20-25, 18-25               |

| Undicesima giornata |                              |     |                                   |
|                     |                              |     |                                   |
| 18-12               | Kielce-Bielsko-Biała         | 3-1 | 25-15, 25-20, 20-25, 25-19        |
| 19-12               | Lubin-Bydgoszcz              | 3-0 | 25-21, 25-19, 25-20               |
| 19-12               | Kędzierzyn-Koźle-Częstochowa | 3-0 | 25-18, 25-14, 25-23               |
| 19-12               | Radom-Bełchatów              | 1-3 | 21-25, 21-25, 26-24, 23-25        |
| 20-12               | Olsztyn-Danzica              | 3-2 | 21-25, 25-11, 16-25, 25-23, 15-13 |
| 20-12               | Będzin-Rzeszów               | 0-3 | 12-25, 16-25, 19-25               |
| 21-12               | Varsavia-Jastrzębski         | 3-0 | 25-21, 25-21, 25-19               |

| Dodicesima giornata |                           |     |                                  |
|                     |                           |     |                                  |
| 13-01               | Jastrzębski-Radom         | 3-0 | 25-22, 25-23, 25-21              |
| 13-01               | Rzeszów-Kielce            | 3-1 | 25-20, 25-18, 23-25, 25-21       |
| 13-01               | Bydgoszcz-Varsavia        | 3-1 | 25-18, 25-18, 30-32, 25-20       |
| 13-01               | Kędzierzyn-Koźle-Lubin    | 3-0 | 25-20, 25-16, 25-17              |
| 13-01               | Będzin-Danzica            | 0-3 | 20-25, 11-25, 21-25              |
| 13-01               | Bełchatów-Olsztyn         | 1-3 | 22-25, 25-20, 22-25, 27-29       |
| 20-01               | Częstochowa-Bielsko-Biała | 3-2 | 26-28, 18-25, 25-22, 25-20, 15-9 |

| Tredicesima giornata |                          |     |                                   |
|                      |                          |     |                                   |
| 15-01                | Będzin-Bydgoszcz         | 1-3 | 18-25, 23-25, 30-28, 21-25        |
| 16-01                | Rzeszów-Danzica          | 3-0 | 25-22, 28-26, 25-20               |
| 16-01                | Częstochowa-Varsavia     | 3-0 | 25-17, 25-19, 25-18               |
| 16-01                | Olsztyn-Kędzierzyn-Koźle | 0-3 | 18-25, 15-25, 20-25               |
| 16-01                | Bielsko-Biała-Bełchatów  | 1-3 | 19-25, 21-25, 25-22, 21-25        |
| 16-01                | Radom-Lubin              | 2-3 | 25-23, 22-25, 25-20, 23-25, 11-15 |
| 17-01                | Kielce-Jastrzębski       | 0-3 | 18-25, 26-28, 14-25               |

| Quattordicesima giornata |                        |     |                                  |
|                          |                        |     |                                  |
| 22-01                    | Jastrzębski-Będzin     | 3-1 | 25-16, 25-22, 22-25, 25-18       |
| 22-01                    | Lubin-Varsavia         | 3-0 | 25-13, 25-20, 25-16              |
| 23-01                    | Kędzierzyn-Koźle-Radom | 3-0 | 25-15, 25-19, 25-23              |
| 23-01                    | Bełchatów-Kielce       | 3-2 | 25-16, 25-22, 32-34, 19-25, 15-9 |
| 23-01                    | Rzeszów-Częstochowa    | 3-0 | 25-17, 25-12, 25-18              |
| 23-01                    | Bydgoszcz-Olsztyn      | 3-1 | 25-16, 20-25, 25-21, 25-17       |
| 24-03                    | Danzica-Bielsko-Biała  | 3-1 | 21-25, 25-18, 25-18, 25-18       |

| Quindicesima giornata |                           |     |                            |
|                       |                           |     |                            |
| 29-01                 | Będzin-Bełchatów          | 0-3 | 23-25, 19-25, 16-25        |
| 30-01                 | Bielsko-Biała-Rzeszów     | 0-3 | 19-25, 23-25, 25-27        |
| 30-01                 | Radom-Bydgoszcz           | 3-1 | 25-22, 23-25, 28-26, 25-16 |
| 30-01                 | Częstochowa-Lubin         | 1-3 | 18-25, 21-25, 25-20, 20-25 |
| 30-01                 | Varsavia-Kędzierzyn-Koźle | 0-3 | 18-25, 24-26, 22-25        |
| 31-01                 | Danzica-Kielce            | 3-1 | 25-23, 26-28, 25-23, 25-19 |
| 01-02                 | Olsztyn-Jastrzębski       | 1-3 | 21-25, 20-25, 25-18, 33-35 |

| Sedicesima giornata |                           |     |                                   |
|                     |                           |     |                                   |
| 07-02               | Olsztyn-Lubin             | 3-1 | 22-25, 27-25, 27-25, 25-19        |
| 09-02               | Kielce-Bydgoszcz          | 2-3 | 20-25, 25-20, 25-19, 16-25, 15-17 |
| 10-02               | Danzica-Częstochowa       | 3-1 | 19-25, 25-21, 25-19, 25-23        |
| 10-02               | Będzin-Kędzierzyn-Koźle   | 0-3 | 22-25, 13-25, 22-25               |
| 10-02               | Radom-Varsavia            | 1-3 | 25-22, 27-29, 13-25, 21-25        |
| 10-02               | Rzeszów-Bełchatów         | 2-3 | 22-25, 29-31, 26-24, 25-23, 13-15 |
| 10-02               | Bielsko-Biała-Jastrzębski | 3-2 | 25-22, 25-23, 23-25, 23-25, 15-13 |

| Diciassettesima giornata |                         |     |                                   |
|                          |                         |     |                                   |
| 12-02                    | Bydgoszcz-Bielsko-Biała | 3-1 | 25-23, 25-20, 20-25, 25-19        |
| 13-02                    | Danzica-Bełchatów       | 3-0 | 25-17, 25-20, 25-16               |
| 13-02                    | Kędzierzyn-Koźle-Kielce | 3-0 | 25-22, 25-18, 25-14               |
| 13-02                    | Radom-Częstochowa       | 3-1 | 27-25, 23-25, 25-17, 25-21        |
| 13-02                    | Varsavia-Olsztyn        | 3-2 | 21-25, 25-11, 25-23, 22-25, 15-13 |
| 13-02                    | Lubin-Będzin            | 3-2 | 23-25, 25-14, 25-20, 23-25, 15-7  |
| 13-02                    | Jastrzębski-Rzeszów     | 0-3 | 15-25, 15-25, 14-25               |

| Diciottesima giornata |                                |     |                                   |
|                       |                                |     |                                   |
| 17-02                 | Varsavia-Będzin                | 2-3 | 23-25, 25-27, 25-23, 26-24, 9-15  |
| 19-02                 | Olsztyn-Radom                  | 3-2 | 12-25, 25-22, 25-22, 19-25, 15-13 |
| 20-02                 | Bielsko-Biała-Kędzierzyn-Koźle | 0-3 | 15-25, 21-25, 21-25               |
| 20-02                 | Danzica-Jastrzębski            | 1-3 | 15-25, 25-20, 19-25, 17-25        |
| 20-02                 | Kielce-Lubin                   | 3-2 | 20-25, 25-27, 28-26, 25-21, 16-14 |
| 20-02                 | Częstochowa-Bełchatów          | 2-3 | 16-25, 27-25, 20-25, 26-24, 9-15  |
| 20-02                 | Rzeszów-Bydgoszcz              | 3-0 | 25-22, 25-18, 25-21               |

| Diciannovesima giornata |                          |     |                                   |
|                         |                          |     |                                   |
| 23-02                   | Olsztyn-Częstochowa      | 3-1 | 25-21, 25-12, 22-25, 25-21        |
| 24-02                   | Radom-Będzin             | 3-0 | 25-15, 25-18, 26-24               |
| 24-02                   | Bydgoszcz-Danzica        | 0-3 | 21-25, 23-25, 23-25               |
| 24-02                   | Lubin-Bielsko-Biała      | 1-3 | 22-25, 20-25, 25-20, 19-25        |
| 24-02                   | Jastrzębski-Bełchatów    | 2-3 | 23-25, 27-25, 25-27, 25-20, 10-15 |
| 24-02                   | Varsavia-Kielce          | 3-0 | 27-25, 25-22, 25-15               |
| 24-02                   | Kędzierzyn-Koźle-Rzeszów | 3-1 | 22-25, 25-19, 25-22, 25-21        |

| Ventesima giornata |                          |     |                                   |
|                    |                          |     |                                   |
| 27-02              | Lubin-Rzeszów            | 3-0 | 25-22, 32-30, 25-23               |
| 27-02              | Bełchatów-Bydgoszcz      | 0-3 | 23-25, 21-25, 22-25               |
| 27-02              | Bielsko-Biała-Varsavia   | 0-3 | 21-25, 20-25, 23-25               |
| 27-02              | Kielce-Radom             | 1-3 | 23-25, 14-25, 25-23, 18-25        |
| 27-02              | Będzin-Olsztyn           | 3-0 | 25-23, 25-19, 25-23               |
| 27-02              | Częstochowa-Jastrzębski  | 2-3 | 25-22, 25-21, 19-25, 13-25, 10-15 |
| 28-02              | Danzica-Kędzierzyn-Koźle | 3-1 | 25-23, 21-25, 25-23, 25-20        |

| Ventunesima giornata |                            |     |                                   |
|                      |                            |     |                                   |
| 04-03                | Olsztyn-Kielce             | 3-0 | 25-19, 25-18, 25-22               |
| 04-03                | Bydgoszcz-Jastrzębski      | 0-3 | 20-25, 18-25, 26-28               |
| 04-03                | Radom-Bielsko-Biała        | 3-2 | 23-25, 23-25, 25-18, 25-22, 15-9  |
| 05-03                | Lubin-Danzica              | 3-0 | 25-21, 25-20, 25-17               |
| 06-03                | Kędzierzyn-Koźle-Bełchatów | 2-3 | 25-23, 19-25, 25-21, 23-25, 12-15 |
| 06-03                | Będzin-Częstochowa         | 3-1 | 25-22, 26-24, 21-25, 25-21        |
| 06-03                | Varsavia-Rzeszów           | 1-3 | 18-25, 25-21, 23-25, 18-25        |

| Ventiduesima giornata |                              |     |                            |
|                       |                              |     |                            |
| 10-03                 | Bielsko-Biała-Olsztyn        | 3-1 | 26-24, 25-21, 23-25, 25-18 |
| 11-03                 | Częstochowa-Bydgoszcz        | 0-3 | 20-25, 21-25, 22-25        |
| 11-03                 | Kielce-Będzin                | 1-3 | 25-23, 26-28, 22-25, 19-25 |
| 11-03                 | Rzeszów-Radom                | 3-1 | 25-19, 23-25, 25-22, 25-20 |
| 12-03                 | Jastrzębski-Kędzierzyn-Koźle | 0-3 | 15-25, 23-25, 18-25        |
| 12-03                 | Bełchatów-Lubin              | 3-1 | 25-19, 26-28, 25-19, 25-21 |
| 12-03                 | Danzica-Varsavia             | 0-3 | 28-30, 28-30, 20-25        |

| Ventitreesima giornata |                            |     |                                   |
|                        |                            |     |                                   |
| 09-03                  | Lubin-Jastrzębski          | 3-1 | 25-19, 20-25, 36-34, 25-16        |
| 16-03                  | Olsztyn-Rzeszów            | 0-3 | 23-25, 17-25, 17-25               |
| 18-03                  | Radom-Danzica              | 3-1 | 25-16, 27-25, 23-25, 25-22        |
| 19-03                  | Kielce-Częstochowa         | 2-3 | 25-23, 18-25, 10-25, 25-23, 12-15 |
| 19-03                  | Kędzierzyn-Koźle-Bydgoszcz | 3-0 | 25-21, 25-17, 25-22               |
| 20-03                  | Varsavia-Bełchatów         | 1-3 | 21-25, 24-26, 25-17, 23-25        |
| 21-03                  | Będzin-Bielsko-Biała       | 0-3 | 25-27, 23-25, 23-25               |

| Ventiquattresima giornata |                              |     |                                   |
|                           |                              |     |                                   |
| 24-03                     | Bydgoszcz-Lubin              | 0-3 | 16-25, 28-30, 20-25               |
| 30-03                     | Danzica-Olsztyn              | 3-1 | 25-22, 25-17, 20-25, 25-17        |
| 31-03                     | Częstochowa-Kędzierzyn-Koźle | 0-3 | 14-25, 26-28, 21-25               |
| 31-03                     | Rzeszów-Będzin               | 3-1 | 25-19, 23-25, 25-18, 25-18        |
| 01-04                     | Bielsko-Biała-Kielce         | 3-0 | 25-21, 25-17, 25-18               |
| 02-03                     | Jastrzębski-Varsavia         | 2-3 | 22-25, 22-25, 25-13, 25-21, 16-18 |
| 02-04                     | Bełchatów-Radom              | 3-0 | 25-21, 25-14, 25-20               |

| Venticinquesima giornata |                           |     |                            |
|                          |                           |     |                            |
| 23-03                    | Kielce-Rzeszów            | 0-3 | 18-25, 16-25, 14-25        |
| 05-04                    | Lubin-Kędzierzyn-Koźle    | 0-3 | 26-28, 16-25, 21-25        |
| 06-04                    | Radom-Jastrzębski         | 3-0 | 25-17, 25-23, 25-19        |
| 06-04                    | Olsztyn-Bełchatów         | 0-3 | 19-25, 27-29, 23-25        |
| 06-04                    | Bielsko-Biała-Częstochowa | 1-3 | 21-25, 23-25, 25-18, 18-25 |
| 06-04                    | Varsavia-Bydgoszcz        | 3-1 | 25-22, 25-27, 25-23, 25-18 |
| 12-04                    | Danzica-Będzin            | 3-1 | 25-16, 28-30, 25-15, 25-22 |

| Ventiseiesima giornata |                          |     |                                   |
|                        |                          |     |                                   |
| 06-04                  | Danzica-Rzeszów          | 0-3 | 23-25, 20-25, 20-25               |
| 09-04                  | Lubin-Radom              | 3-0 | 25-22, 26-24, 25-23               |
| 09-04                  | Bełchatów-Bielsko-Biała  | 3-1 | 23-25, 25-19, 25-22, 27-25        |
| 09-04                  | Bydgoszcz-Będzin         | 3-0 | 25-17, 25-17, 25-15               |
| 09-04                  | Varsavia-Częstochowa     | 3-2 | 25-10, 25-19, 20-25, 21-25, 15-13 |
| 10-04                  | Kędzierzyn-Koźle-Olsztyn | 3-0 | 25-22, 25-21, 25-16               |
| 11-04                  | Jastrzębski-Kielce       | 2-3 | 23-25, 25-21, 15-25, 25-17, 14-16 |

#### Classifica
| Pos. | Squadra                 | Pt | G  | V  | P  | SV | SP | Ratio | PF    | PS    | Ratio |
| ---- | ----------------------- | -- | -- | -- | -- | -- | -- | ----- | ----- | ----- | ----- |
| 1.   | ZAKSA                   | 69 | 26 | 23 | 3  | 74 | 15 | 4.933 | 2 144 | 1 769 | 1.211 |
| 2.   | Asseco Resovia          | 58 | 26 | 18 | 8  | 66 | 33 | 2.000 | 2 338 | 2 072 | 1.128 |
| 3.   | Skra Bełchatów          | 58 | 26 | 21 | 5  | 67 | 34 | 1.970 | 2 360 | 2 166 | 1.089 |
| 4.   | Trefl Gdańsk            | 50 | 26 | 18 | 8  | 58 | 43 | 1.348 | 2 300 | 2 180 | 1.055 |
| 5.   | Cuprum Lubin            | 46 | 26 | 15 | 11 | 59 | 44 | 1.340 | 2 361 | 2 277 | 1.036 |
| 6.   | Czarni Radom            | 45 | 26 | 15 | 11 | 55 | 45 | 1.222 | 2 277 | 2 164 | 1.052 |
| 7.   | Jastrzębski Węgiel      | 40 | 26 | 13 | 13 | 53 | 52 | 1.019 | 2 319 | 2 307 | 1.005 |
| 8.   | Politechnika Warszawska | 36 | 26 | 13 | 13 | 49 | 53 | 0.924 | 2 261 | 2 290 | 0.987 |
| 9.   | AZS Olsztyn             | 33 | 26 | 11 | 15 | 44 | 55 | 0.800 | 2 153 | 2 246 | 0.958 |
| 10.  | Łuczniczka Bydgoszcz    | 32 | 26 | 11 | 15 | 37 | 53 | 0.698 | 2 025 | 2 099 | 0.964 |
| 11.  | Bielsko-Bialskie        | 25 | 26 | 8  | 18 | 39 | 63 | 0.619 | 2 180 | 2 344 | 0.930 |
| 12.  | AZS Częstochowa         | 19 | 26 | 6  | 20 | 33 | 68 | 0.485 | 2 107 | 2 318 | 0.909 |
| 13.  | Effector Kielce         | 18 | 26 | 5  | 21 | 33 | 70 | 0.471 | 2 133 | 2 408 | 0.885 |
| 14.  | Będzin                  | 17 | 26 | 5  | 21 | 28 | 67 | 0.417 | 1 956 | 2 274 | 0.860 |

| Qualificata ai play-off scudetto | Qualificata ai play-off 3º posto | Qualificata ai play-off 5º posto | Qualificata ai play-off 7º posto | Qualificata ai play-off 9º posto | Qualificata ai play-off 11º posto | Qualificata ai play-off 13º posto |

### Play-off scudetto
| Finale |                          |     |                     |
|        |                          |     |                     |
| 21-04  | Kędzierzyn-Koźle-Rzeszow | 3-0 | 25-20, 25-14, 25-18 |
| 22-04  | Kędzierzyn-Koźle-Rzeszow | 3-0 | 25-18, 25-19, 25-21 |
| 26-04  | Rzeszow-Kędzierzyn-Koźle | 0-3 | 23-25, 21-25, 13-25 |

### Play-off 3º posto
| Finale |                   |     |                     |
|        |                   |     |                     |
| 21-04  | Bełchatów-Danzica | 3-0 | 26-24, 25-15, 25-21 |
| 22-04  | Bełchatów-Danzica | 3-0 | 25-13, 25-10, 25-21 |
| 26-04  | Danzica-Bełchatów | 0-3 | 11-25, 19-25, 17-25 |

### Play-off 5º posto
| Finale |             |     |                                  |
|        |             |     |                                  |
| 15-04  | Radom-Lubin | 0-3 | 23-25, 15-25, 22-25              |
| 22-04  | Lubin-Radom | 3-2 | 25-22, 20-25, 23-25, 25-19, 15-9 |

### Play-off 7º posto
| Finale |                      |     |                                   |
|        |                      |     |                                   |
| 18-04  | Varsavia-Jastrzębski | 1-3 | 18-25, 18-25, 25-20, 21-25        |
| 23-04  | Jastrzębski-Varsavia | 2-3 | 26-24, 22-25, 25-13, 19-25, 11-15 |
| 24-04  | Jastrzębski-Varsavia | 3-0 | 28-26, 25-22, 25-21               |

### Play-off 9º posto
| Finale |                   |     |                                   |
|        |                   |     |                                   |
| 14-04  | Bydgoszcz-Olsztyn | 3-0 | 28-26, 25-20, 25-23               |
| 20-04  | Olsztyn-Bydgoszcz | 3-1 | 25-19, 22-25, 25-23, 25-16        |
| 21-04  | Olsztyn-Bydgoszcz | 2-3 | 25-15, 25-23, 18-25, 23-25, 12-15 |

### Play-off 11º posto
| Finale |                           |     |                            |
|        |                           |     |                            |
| 15-04  | Częstochowa-Bielsko-Biała | 3-0 | 27-25, 25-16, 25-18        |
| 24-04  | Bielsko-Biała-Częstochowa | 1-3 | 23-25, 25-22, 16-25, 19-25 |

### Play-off 13º posto
| Finale |               |     |                                   |
|        |               |     |                                   |
| 20-04  | Będzin-Kielce | 1-3 | 25-22, 19-25, 20-25, 16-25        |
| 24-04  | Kielce-Będzin | 3-2 | 18-25, 25-13, 22-25, 25-22, 19-17 |

## Classifica finale
| Pos | Squadra                 | Qualificazione           |
| --- | ----------------------- | ------------------------ |
|     | ZAKSA                   | Champions League 2016-17 |
| 2   | Asseco Resovia          | Champions League 2016-17 |
| 3   | Skra Bełchatów          | Coppa CEV 2016-17        |
| 4   | Trefl Gdańsk            | Coppa CEV 2016-17        |
| 5   | Cuprum Lubin            | Challenge Cup 2016-17    |
| 6   | Czarni Radom            |                          |
| 7   | Jastrzębski Węgiel      |                          |
| 8   | Politechnika Warszawska |                          |
| 9   | AZS Olsztyn             |                          |
| 10  | Łuczniczka Bydgoszcz    |                          |
| 11  | Bielsko-Bialskie        |                          |
| 12  | AZS Częstochowa         |                          |
| 13  | Effector Kielce         |                          |
| 14  | Będzin                  |                          |

## Statistiche
| Rendimento individuale | Rendimento individuale | Rendimento individuale | Rendimento individuale  |
| Pos.                   | Nome                   | Punti                  | Squadra                 |
| ---------------------- | ---------------------- | ---------------------- | ----------------------- |
| 1                      | Bartosz Kurek          | 510                    | Asseco Resovia          |
| 2                      | Maciej Muzaj           | 479                    | Jastrzębski Węgiel      |
| 3                      | Sławomir Jungiewicz    | 477                    | Effector Kielce         |
| 4                      | Artur Szalpuk          | 432                    | Czarni Radom            |
| 5                      | Facundo Conte          | 426                    | Skra Bełchatów          |
| 6                      | Bartosz Bednorz        | 404                    | AZS Olsztyn             |
| 7                      | Michał Filip           | 402                    | Politechnika Warszawska |
| 8                      | Keith Pupart           | 369                    | Cuprum Lubin            |
| 9                      | Bartosz Janeczek       | 368                    | Bielsko-Bialskie        |
| 9                      | Serhiy Kapelus         | 368                    | Bielsko-Bialskie        |

| Attacchi vincenti | Attacchi vincenti   | Attacchi vincenti | Attacchi vincenti       |
| Pos.              | Nome                | Punti             | Squadra                 |
| ----------------- | ------------------- | ----------------- | ----------------------- |
| 1                 | Bartosz Kurek       | 430               | Asseco Resovia          |
| 2                 | Sławomir Jungiewicz | 421               | Effector Kielce         |
| 3                 | Maciej Muzaj        | 404               | Jastrzębski Węgiel      |
| 4                 | Artur Szalpuk       | 370               | Czarni Radom            |
| 5                 | Facundo Conte       | 332               | Skra Bełchatów          |
| 5                 | Serhiy Kapelus      | 332               | Bielsko-Bialskie        |
| 7                 | Bartosz Bednorz     | 331               | AZS Olsztyn             |
| 8                 | Bartosz Janeczek    | 330               | Bielsko-Bialskie        |
| 9                 | Michał Filip        | 324               | Politechnika Warszawska |
| 10                | Bartłomiej Bołądź   | 313               | Czarni Radom            |

| Muri vincenti | Muri vincenti       | Muri vincenti | Muri vincenti           |
| Pos.          | Nome                | Punti         | Squadra                 |
| ------------- | ------------------- | ------------- | ----------------------- |
| 1             | Mateusz Sacharewicz | 88            | Bielsko-Bialskie        |
| 2             | Marcin Możdżonek    | 81            | Cuprum Lubin            |
| 3             | Bartłomiej Lemański | 69            | Politechnika Warszawska |
| 4             | Daniel Pliński      | 68            | Czarni Radom            |
| 5             | Wojciech Jurkiewicz | 65            | Łuczniczka Bydgoszcz    |
| 6             | Dmytro Pašyckyj     | 64            | Asseco Resovia          |
| 7             | Wojciech Grzyb      | 63            | Trefl Gdańsk            |
| 8             | Michał Filip        | 57            | Politechnika Warszawska |
| 9             | Bartosz Buniak      | 53            | AZS Częstochowa         |
| 9             | Karol Kłos          | 53            | Skra Bełchatów          |

| Battute vincenti | Battute vincenti     | Battute vincenti | Battute vincenti   |
| Pos.             | Nome                 | Punti            | Squadra            |
| ---------------- | -------------------- | ---------------- | ------------------ |
| 1                | Facundo Conte        | 44               | Skra Bełchatów     |
| 2                | Bartosz Kurek        | 41               | Asseco Resovia     |
| 2                | Nicolas Maréchal     | 41               | Skra Bełchatów     |
| 4                | Maciej Muzaj         | 34               | Jastrzębski Węgiel |
| 4                | Mariusz Wlazły       | 34               | Skra Bełchatów     |
| 6                | Wojciech Grzyb       | 33               | Trefl Gdańsk       |
| 7                | Nicolás Uriarte      | 31               | Skra Bełchatów     |
| 8                | Mateusz Bieniek      | 29               | Effector Kielce    |
| 8                | Toontje van Lankvelt | 29               | Jastrzębski Węgiel |
| 8                | Miłosz Zniszczoł     | 29               | AZS Olsztyn        |

NB: I dati sono riferiti all’intera stagione.